# Duophonic
Duophonic är den amerikanska musikdoun Charles & Eddies första studioalbum, som gavs ut den 31 augusti 1992 av skivbolaget Capitol Records

## Låtlista
1. House Is Not a Home  (4:46)
2. N.Y.C. (5:45)
3. Would I Lie to You? 4:38)
4. Hurt No More (4:33)
5. I Understand  (1:10)
6. Unconditional (4:40)
7. Love Is a Beautiful Thing  (4:45)
8. Father to Son  (5:40)
9. December 2   (1:53)
10. Be a Little Easy on Me  (5:07)
11. Vowel Song  (4:15)
12. Where Do We Go from Here?  (4:13)
13. Shine  (5:15)

## Kompositör
- Låt nummer 1, 2, 4, 9, 12 samt 13 är komponerad av Eddie Chacoon.
- Låt nummer 3 är komponerad av  Mick Leeson och Peter Vale.
- Låt nummer 5 är komponerad av Charles Pettigrew
- Låt nummer 6, 8 och 11 är komponerad av Andy Dean, Ben Wolff och Eddie Chacoon.
- Låt nummer 7 är komponerad av Seth Swirsky.
- Låt nummer 10 är komponerad av Diane Warren.